# Lessons in Love
«Lessons in Love» (en español: Lecciones de amor) es una canción de la banda inglesa Level 42. Fue lanzado en 14 de abril de 1986 como el primer sencillo de su álbum Running in the Family, publicado en 1987.
Este sencillo es el mayor éxito de la banda en su tierra natal, donde alcanzó el número tres en el UK Singles Chart e internacionalmente; entrando en el top 10 en numerosos países y alcanzando el puesto número uno en cinco de ellos: Alemania, España, Finlandia, Sudáfrica y Suiza. Es también uno de los pocos sencillos de la banda que irrumpió en el Billboard Hot 100 de los Estados Unidos, donde alcanzó el número 12 en 1987.
En 2012 David Quantick la describió en la revista Q como: «una de las mejores canciones de los años 1980».

## Historia
Según el bajista Mark King; la canción inició como una melodía adicional de «Physical Presence» (del álbum World Machine), de una secuencia de cierre para la serie The Tube; interpretada en vivo el 18 de octubre de 1985.
En diciembre de 1985, justo después de Navidad, King armó una versión aproximada de la canción utilizando una grabadora digital Sony; con un verso, un coro y un puente. En enero de 1986, él y el productor francés Wally Badarou revisaron las cintas y consideraron que el coro original era débil; así que este último lo reescribió a partir de acordes nuevos y sugirió a King una nueva línea vocal.
Un par de meses más tarde, a principios de marzo, la canción fue grabada con la banda en Maison Rouge Studios en Londres. Los sintetizadores incluían un Synclavier, Sequential Circuits Prophet 5, Prophet-600, Yamaha DX7 y Yamaha TX816, todos ellos se mantuvieron sincronizados con un controlador de ritmo Garfield Electronics Doctor Click.

## Lanzamiento
- Reino Unido (1986) 12"[3]

1. Lessons in Love (versión extendida)
2. Something About You (remix)
3. Hot Water (en vivo)

- Australia (1986) 12"[4]

1. Lessons in Love (versión extendida)
2. World Machine
3. Hot Water (en vivo)

- Estados Unidos (1987) 7"[5]

1. Lessons in Love
2. Hot Water (en vivo)

## Videoclip
Para expresar el new wave, la escenografía es una obra en construcción con la banda tocando y bailando en una terraza.
El video musical fue subido de manera oficial a YouTube recién en abril de 2016 y llevaba contadas, para octubre de 2021, más de 13.4 millones de visualizaciones.